# فرنسيسكو كوستاس
فرنسيسكو كوستاس (بالإسبانية: Francisco Costas)‏ هو عداء سريع مكسيكي، (ولد في مدينة مكسيكو في المكسيك 1907  م).

## وصلات خارجية
- فرنسيسكو كوستاس على موقع اللجنة الأولمبية الدولية (الإنجليزية)
- فرنسيسكو كوستاس على موقع أوليمبيديا (الإنجليزية)